# Dysdera dentichelis
Dysdera dentichelis là một loài nhện trong họ Dysderidae.
Loài này thuộc chi Dysdera. Dysdera dentichelis được Eugène Simon miêu tả năm 1882.